# Університет Авейру
Університет Авейру (порт. Universidade de Aveiro, лат. Universitas Alavariensis) — державний університет у Португалії. Розташований у муніципалітеті Авейру. Заснований 1973 року. Підпорядковується Міністерству науки, технології і вищої освіти. Надає політехнічну освіту, відомий інженерними спеціальностями. Головний кампус університету розташований у центрі міста Авейру, додаткові — в Агеді й Олівейрі-де-Аземейші. Поділяється на такі факультети: екологічний, біологічний, медичний, суспільно-політологічний, комунікацій, економічний, педагогічно-психологічний, телекомунікацій, матеріалів, цивільної інженерії, механічної інженерії, фізичний, геологічний, лінгвістичний, математичний, хімічний. Має магістратуру й аспірантуру. При університеті працюють Вища школа дизайну, управління і виробництва технологій; Вища школа здоров'я; Вища школа технологій і менеджменту; Інститут обліку та адміністрування. Під егідою університету діють Центр вивчення довкілля і моря; Дослідницький центр комунікації, інформації й цифрової культури, Інститут матеріалознавства, Інститут біомедицини, Дослідницький інститут дизайну і медіа, Інститут електроніки, Інститут етномузикології, Інститут телекомунікацій тощо. Член Асоціації університетів Європи. Абревіатура — UA.

## Факультети
- Екологічний факультет
- Біологічний факультет
- Медичний факультет
- Суспільно-політологічний факультет
- Факультет комунікацій
- Економічний факультет
- Педагогічно-психологічний факультет
- Факультет телекомунікацій
- Факультет матеріалів
- Факультет цивільної інженерії
- Факультет механічної інженерії
- Фізичний факультет
- Геологічний факультет
- Лінгвістичний факультет
- Математичний факультет
- Хімічний факультет